# Louisville Panthers
Die Louisville Panthers waren ein US-amerikanisches Eishockeyfranchise in der American Hockey League aus Louisville, Kentucky. Spielstätte der Panthers war die Freedom Hall. 

## Geschichte
Die Louisville Panthers wurden 1999 als das Farmteam der Florida Panthers aus der National Hockey League gegründet. Nach Ablauf der AHL-Saison 2000/01 wurden die Panthers inaktiv, bis das Team 2005 als Iowa Stars – in Kooperation mit den Dallas Stars stehend – wieder den Spielbetrieb in der AHL aufnahm. In der Premierensaison 1999/2000 erreichte das Team immerhin die erste Runde der Playoffs um den Calder Cup, in der man jedoch in vier Spielen mit 1:3 den Kentucky Thoroughblades unterlag. Die folgende Spielzeit erreichten die Panthers nicht mehr die Playoffs und verfehlten mit 50 Punkten in der regulären Saison deutlich die Vorjahresmarke von 92 Punkten.

## Saisonstatistik
Abkürzungen: GP = Spiele, W = Siege, L = Niederlagen, T = Unentschieden, OTL = Niederlagen nach Overtime SOL = Niederlagen nach Shootout, Pts = Punkte, GF = Erzielte Tore, GA = Gegentore, PIM = Strafminuten
| Saison  | GP  | W  | L  | T  | OTL | SOL | Pts | GF  | GA  | PIM  | Platz            | Playoffs                                                                            |
| 1999/00 | 80  | 42 | 30 | 7  | 1   | —   | 92  | 278 | 254 | 2228 | 4., Mid-Atlantic | Niederlage im Conference Quarterfinal, 1:3 (Kentucky)                               |
| 2000/01 | 80  | 21 | 51 | 5  | 3   | —   | 50  | 200 | 285 | 1958 | 8., South        | nicht qualifiziert                                                                  |
| Gesamt  | 160 | 63 | 81 | 12 | 4   | —   | 142 | 478 | 539 | 4186 |                  | 1 Playoff-Teilnahme 1 Serie: 0 Siege, 1 Niederlage 4 Spiele: 1 Siege, 3 Niederlagen |

## Team-Rekorde

### Karriererekorde
Tore: 48  Paul Brousseau (1999–2001)
Assists: 63  Paul Brousseau (1999–2001)
Punkte: 111  Paul Brousseau (1999–2001)
Strafminuten: 481  Brent Thompson (1999–2001)

## Bekannte ehemalige Spieler
- Roberto Luongo
- Kyle Rossiter